# (48480) Falk
(48480) Falk ist ein Asteroid des Hauptgürtels, der am 28. Dezember 1991 von dem deutschen Astronomen Freimut Börngen an der Thüringer Landessternwarte Tautenburg (IAU-Code 033) entdeckt wurde.
Der Himmelskörper wurde am 1. Mai 2003 nach dem deutschen Laientheologen, Schriftsteller und Kirchenlieddichter Johannes Daniel Falk (1768–1826) benannt, der als Begründer der Rettungshausbewegung und Jugendsozialarbeit gilt.